# Bruno Rodella

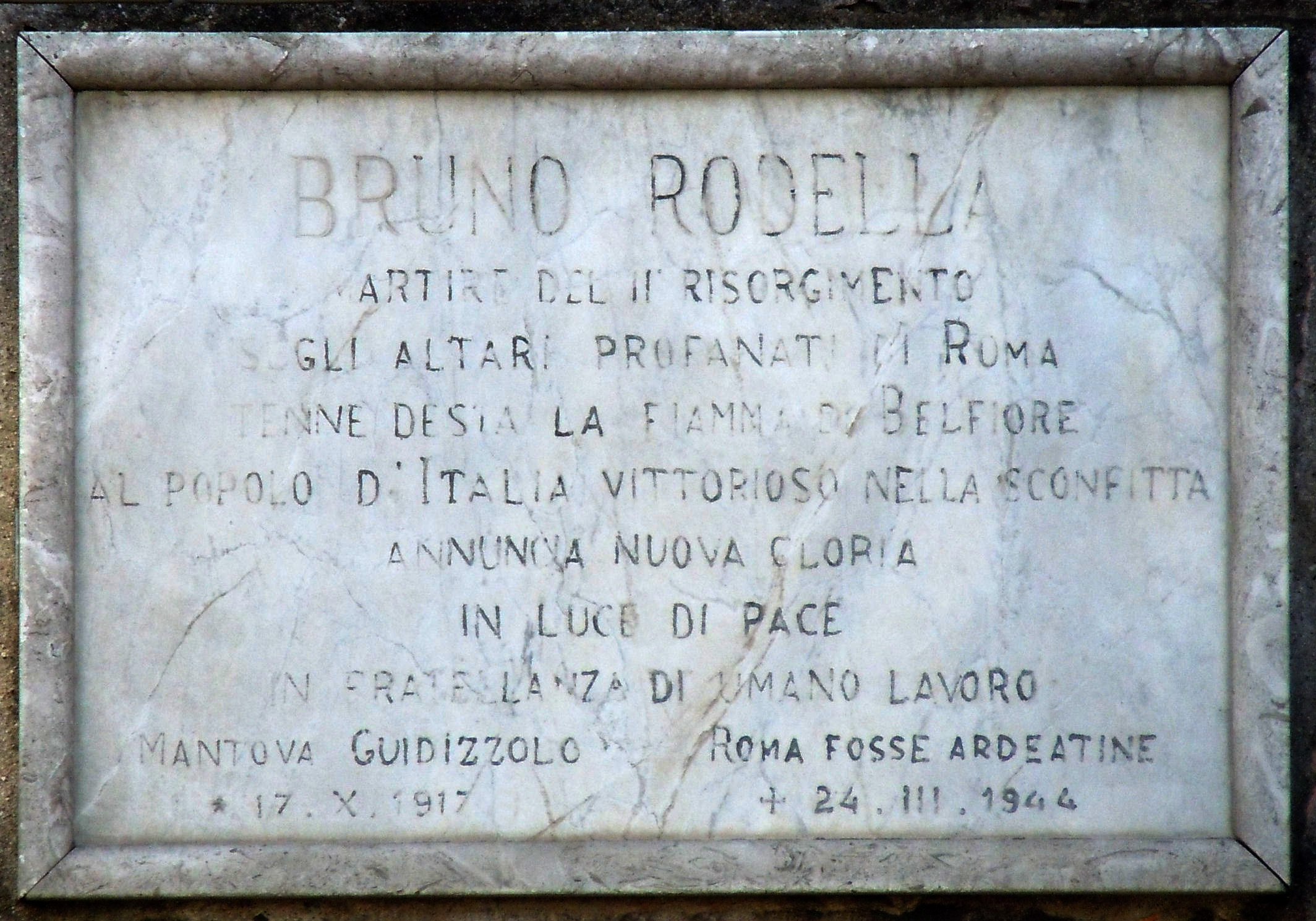
Guidizzolo, lapide sulla casa di nascita nella via a lui intitolata

Bruno Rodella (Guidizzolo, 17 ottobre 1917 – Roma, 24 marzo 1944) è stato un militare e antifascista italiano, vittima dell'eccidio delle Fosse Ardeatine.

## Biografia
Nacque a Guidizzolo (Mantova) il 17 ottobre 1917 da Mario e da Gemma Bignotti.
Nel 1933 si trasferì con la famiglia a Roma, dove proseguì gli studi nel liceo classico, quindi si iscrisse alla facoltà di giurisprudenza dell’Università La Sapienza. Nel giugno 1940, al momento di laurearsi, scoppiò la guerra e fu chiamato alle armi col grado di sottotenente dei Bersaglieri ed è assegnato alla 10ª Divisione fanteria "Piave". Dopo l'armistizio dell'8 settembre 1943 riuscì a sottrarsi dalla cattura da parte dei tedeschi.
Aderì al Partito d'Azione assieme al cugino Ugo Baglivo e si impegnò nella distribuzione di materiale di propaganda. Il 1º gennaio 1944, durante un rastrellamento, Rodella venne fermato e trovato in possesso di una carta di identità falsa e dopo una perquisizione venne fermato e portato al comando della polizia tedesca. Seguì una perquisizione nella casa di viale delle Province 37, dove i nazisti rinvennero numeroso materiale di propaganda del Partito d'Azione. Fu interrogato e torturato in carcere e condotto a Regina Coeli. Il 22 marzo 1944, dopo un processo, venne condannato a 15 anni di reclusione per il reato di propaganda ed attività ostile ai tedeschi e di distribuzione di giornali clandestini. Il 24 marzo 1944 fu invece prelevato da Regina Coeli e condotto alle Fosse Ardeatine, dove fu trucidato.

## Memorie
- Lapide posta a Guidizzolo sulla sua casa natale.[3]
- Il 22 gennaio 2022 a Roma in Via Lago Terrione 12 (Municipio XIII) è stata posta una pietra d'inciampo a memoria.[4]

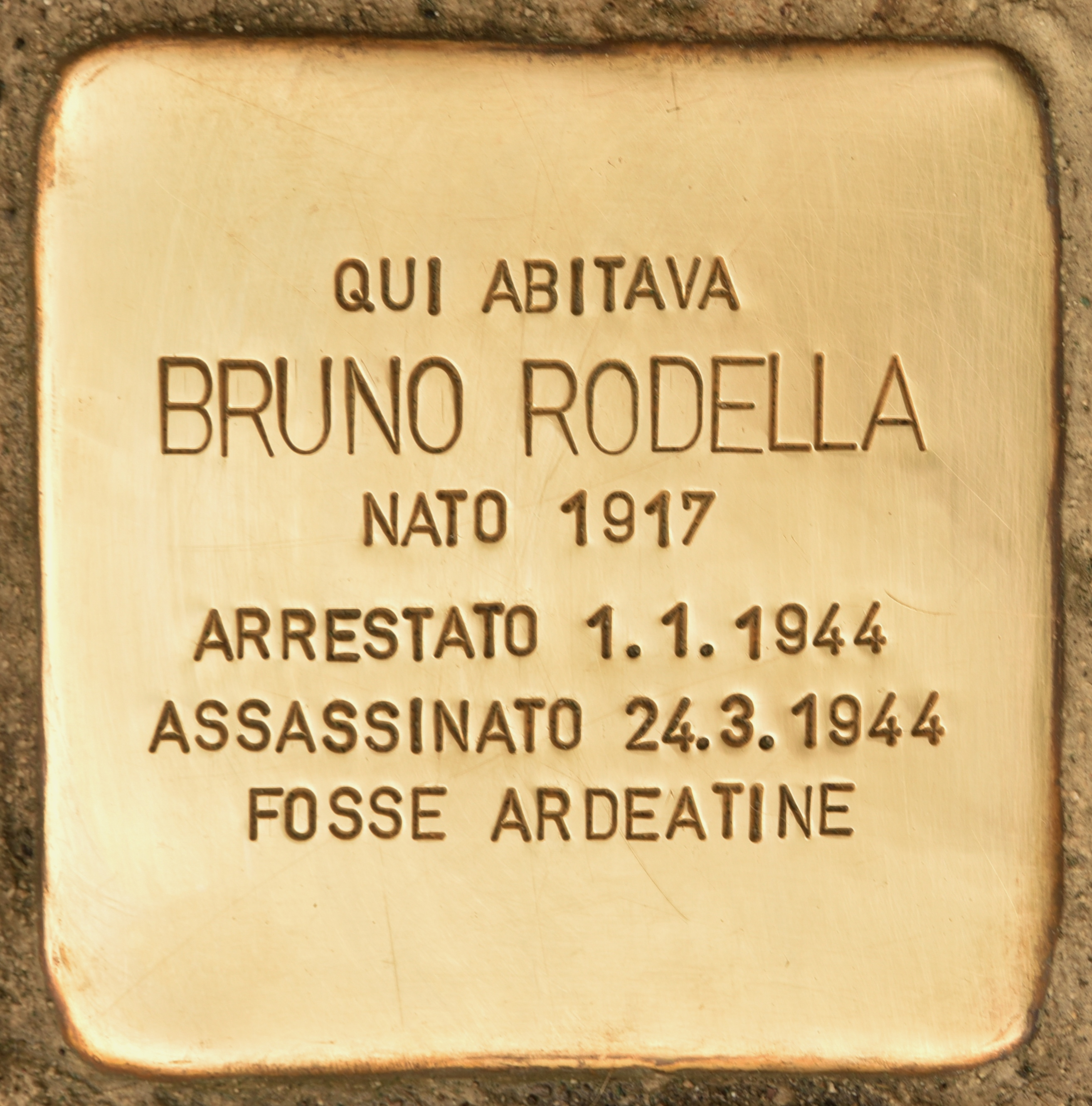
Roma, pietra d'inciampo a Bruno Rodella
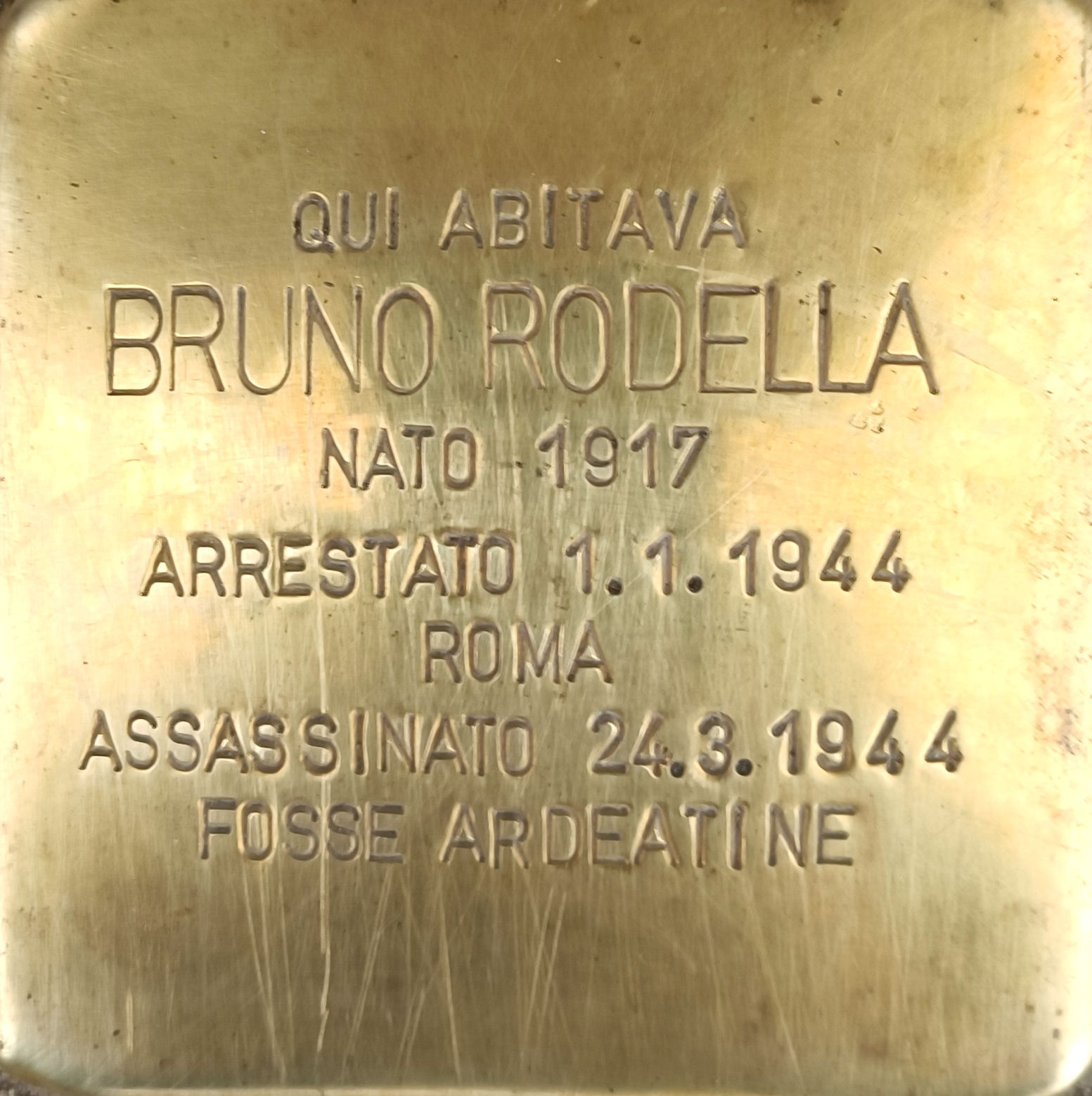
Guidizzolo, pietra d'inciampo di Bruno Rodella
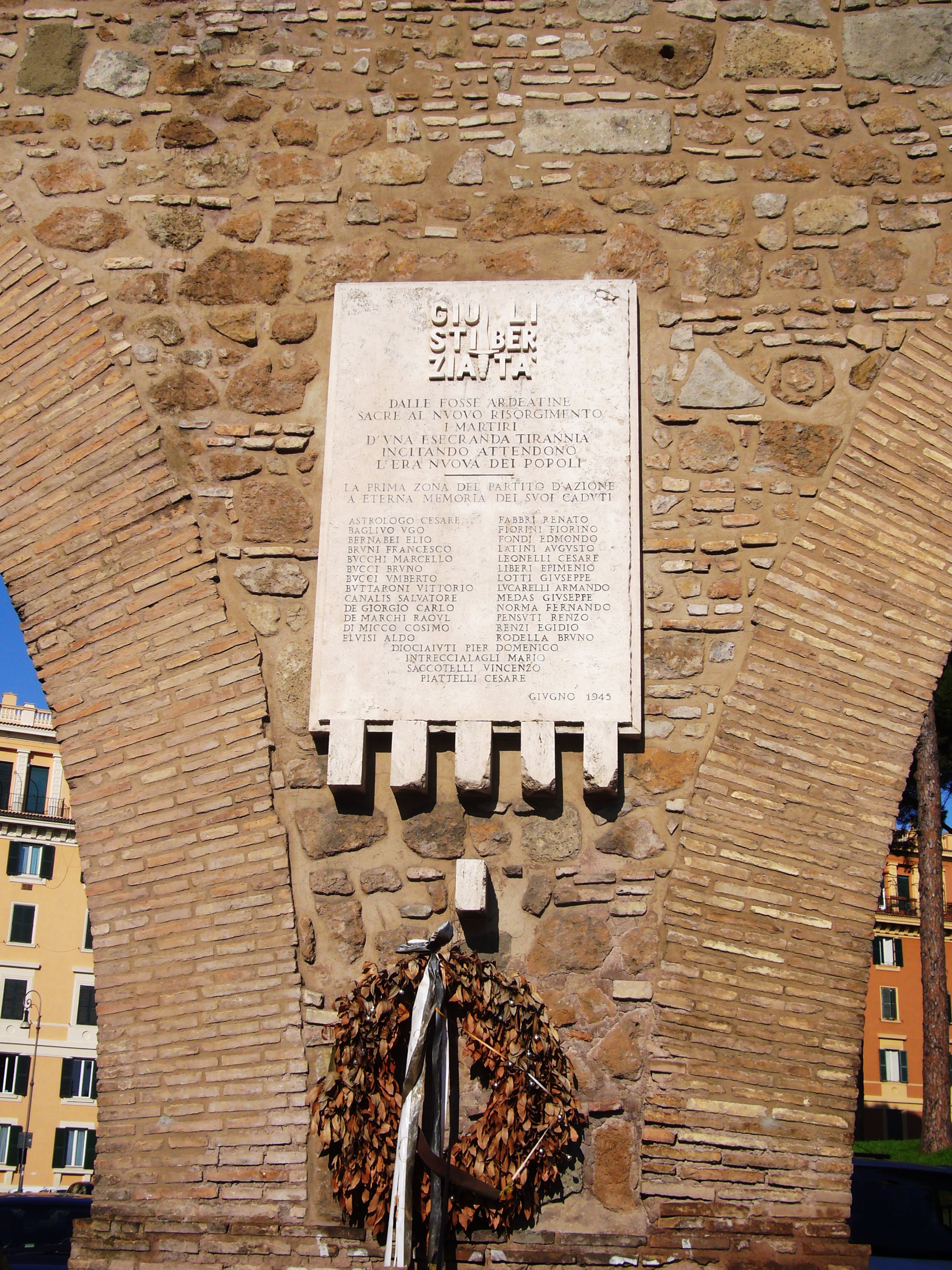
Roma, Borgo - Passetto, memoria dei caduti di Giustizia e Libertà alle Fosse Ardeatine.